# Eduardo Sabater
Eduardo Sabater Oliveras, (nacido el 10 de noviembre de 1966 en Badalona, Cataluña) es un exjugador de baloncesto español. Con 1.82 de estatura, su puesto natural en la cancha era el de base.

## Trayectoria
- Sant Josep Badalona (1984-1985)
- Bàsquet Manresa (1985-1986)
- Club Baloncesto Peñas Huesca (1986-1989)
- Mallorca (1989-1991)
- Granada (1991-1992)
- Badajoz Baloncesto (1992-1994)
- Balneario de Archena (1994-1995)
- Hortalizas El Ejido (1995-1996)
- Mallorca B.C. (1996-1997)
- Gráficas García Inca (1997-1998)